# Патрик Лий Фермор
Патрик Лий Фермър, също познат като Пади Фермър (на английски: Patrick Leigh Fermor) (11 февруари 1915 – 10 юни 2011) е британски писател, учен и войник изиграл значима роля в Критската война (инвазията на Хитлеристка Германия над о. Крит, Гърция) .
Широко почитан като „най-великият пътуващ автор на Великобритания“ с пътеписи като „Време на подаръци (Патрик Фермър)“. Журналист на Би Би Си го описва като съчетание между Индиана Джоунс, Джеймс Бонд и Греъм Грийн. Свободно е владеел гръцки, немски и латински език
В последната издадена книга от 2013 г. се пише и за пътуването му през България.Тъй като Фермър умира през 2011 г., голяма част от тази неиздадена от самия него книга е във формата на дневник, който той си е водил през своят поход от Холандия до Цариград.

## Биография

### Младост и образование
Роден в Лондон, син на сър Луис Лий Фермър, виден геолог и Мюриел Айлийн. Малко след раждането на Патрик, майка му и сестра му се присъединяват към баща му в Индия, оставяйки кърмачето с едно семейство в Нортхемптъншир в Англия. Той се среща със семейството си едва когато е на четири години. Като дете, Патрик Фермър има проблеми с академична структура и ограниченията. В резултат на това е изпратен в училище за „трудни деца“. По-късно той е изгонен от Кралското Училище в Кентърбъри, когато е хванат ръка за ръка с дъщерята на зарзаватчията.
Той продължава обучението си четейки текстове на гръцки, латински, Шекспир и история, с намерение да влезе в Кралския Военен Колеж – Сандхърст. Постепенно промени решението си, желаейки да стане автор. Така през лятото на 1933 се премества в Shepherd Market в Лондон и живее с няколко приятели. Скоро, изправен пред предизвикателствата на живота на авторите в Лондон, бързо стопяване на финанси и решава да потегли към Европа.

### Ранни пътешествия
На 18-годишна възраст Фермър решава да прекоси Европа пеш – от Hook of Holland – Холандия до Константинопол.  Той потегля на 8 декември 1933 г., по-малко от година след като Хитлер е на власт в Германия. Целият му инвентар се състои от шанел втора употреба, здрави ботуши, няколко референтни писма, том с Одите на Хораций и така популярния сборник от поеми „Oxford Book of English Verse“. Често нощува в плевни и овчарски колиби, но се радва и на гостоприемството на местната аристокрация в провинциалните им домове. Манастирите по пътя на Патрик Фермър са най-честия пристан, където той се радва на убежище и топло гостоприемство. Два от по-късните му летописи „Време на подаръци“ (1977) и „Между гората и водата“ (1986) са базирани именно на това пътуване. Третият том на пътеписа, описвайки последната част на пътуването, така и не е издаден приживе, но редакция на дневника и по-ранна чернова на книгата (писана през 60-те) води до издаването на „The Broken Road: Travels from Bulgaria to Mount Athos“ през септември 2013.
Фермър пристига в Константинопол на 1 януари 1935 г., а от там продължава да обиколя Гърция. През март той взема участие в кампанията на роялистки сили в Македония в опит за бунт срещу Народната партия. В Атина той се срещна с Balash Cantacuzèn (Балаш Кантакузин), румънска аристократка принадлежаща на кнежеската фамилия Кантакузин, в която той се влюбва. Те споделиха една стара воденица, извън града, с гледка към Порос, където тя рисува и той пише. По-късно се местят в Балани, Галац, в семийната къща на Кантакузин в Молдова, където и посрещат избухването на Втората световна война.

### Втората световна война
Като кадет, Лий Фермър тренира заедно с Дерек Бонд , а по-късно се присъединява към Ирландските гвардейци. Благодарение на владеенето на гръцки е включен с чин капитан в главиня лист на Британските офицери през 1940 и бива изпратен в Албания. Бие се на о. Крит и континентална Гърция. По време на немската окупация, се завръща три пъти на о. Крит, един от които с парашут. Той е един от малкото офицери на британското разузнаване, натоварен със задачата да организира съпротивата на острова срещу окупаторите. Дегизиран като овчар с прякора Михалис или Фииледе, той прекарва две години в планините. Заедно с Бил Стенли Мос, като негов втори командир, Лий Фермър (по това време майор) организира отвличането на германския генерал Хайнрих Крайпе през 1944. 

### След военни
През 1950 г. Фермър издава първата си книга, The Traveller's Tree – пътепис за следвоенните пътувания в Карибския басейн. Книгата печели награда на Фондация Хайнеман за литература и предначертава кариерата му, въпреки че получава негативна критика за подхода си към расовите въпроси. Той е цитиран широко в Live and Let Die, от Иън Флеминг. Следват няколко книги – пътеписи, включително Mani и Roumeli, разкази за пътуванията на гърба на муле и пеша около отдалечени части на Гърция.
Фермър превежда ръкописа „The Cretan Runner“ с автор Георгиос Психондакис – диспечерски бегач на остров Крит по време на войната, и му помогна да публикува книгата. Фермър е автор и на един роман – The Violins of Saint-Jacques, който е адаптиран като опера от Малкълм Уилямсън.
Неговият приятел Лорънс Даръл, в „Bitter Lemons“ (1957 г.), разказва как по време на Кипърския бунт срещу британското управление през 1955 г., Фермър е посетил вилата на Даръл в Кипър:
| „ | След една прекрасна вечеря край огъня, той започва да пее, песни за Крит, Атина, Македония. Когато излязох, да допълни бутилката с узо ... улицата бе изпълнена с хора слушащи в пълна тъмнина и тишина. Изглеждаха поразени. „Какво става?“ Питам Франгос „Никога не съм чувал англичанин да пее гръцки песни като този!“ Тяхната благоговейно удивление бяха трогателни, искаха да прегърнат където и да отиде. | “ |

### Съпружество и последни години
След дълги години съвместно съжителство, Патрик Фермър се жени през 1968 г., за да Джоан Елизабет Райнър (по баща Айрес-Монсел), дъщеря на Болтън Айрес-Монсел, първи виконт Монсел. Тя го придружава в пътуванията му до смъртта си през юни 2003 г. в Кардамили, на възраст от 91. Те нямат деца. Част от годината са прекарвали в къщата им насред маслинова горичка близо да Кардамили на полуостров Мани (Гърция) и част от годината в Глостършир.
Патрик Фермър е посветен в рицарство в новогодишните отличие през 2004 г. През 2007 г., той казва, че за първи път е решил да работи на пишеща машина, всички негови книги са писани на ръка дотогава. Къщата в Кардамили е включена във филма „Преди полунощ“ (2013). 

## Творби

### Книги
- The Traveller's Tree (1950)
- The Violins of Saint-Jacques (1953)
- A Time to Keep Silence (1957) [11] Ранна публикация от Queen Anne Press, издателство, принадлежащо на приятел на Фермър.
- Mani: Travels in the Southern Peloponnese (1958)
- Roumeli: Travels in Northern Greece (1966)
- A Time of Gifts|A Time of Gifts – On Foot to Constantinople: From the Hook of Holland to the Middle Danube (1977, публикувана от Джон Мурай) – „Време на подаръци“
- Between the Woods and the Water (1986) – „Между горите и водата“
- Three Letters from the Andes (1991)
- Words of Mercury (2003), редакция на Артемис Купър
- Въведение към Into Colditz на Lt Colonel Miles Reid, Michael Russell Publishing Ltd, Уиктън (1983). Историята на пленничеството на Рийд в Колдиц и бягството му инсценирайки заболяване, така че да отговаря на изискванията за репатриране. Рийд е служил с Патрик Фермър в Гърция и е заловен там опитвайки се да защитят Коринтския канал през 1941.
- Предговор на Albanian Assignment на David Smiley Colonel, Chatto & Windus, Лондон (1984). Историята на приятел по оръжие в Албания, който по късно става агент на Ми 6.
- In Tearing Haste: Letters Between Deborah Devonshire and Patrick Leigh Fermor (2008), редактирана от Шарлот Мослей.
- The Broken Road (Leigh Fermor book) (2013), редакция на Артемис Купър на недовършени ръкописи от третия том от пътеписите при пешеходния преход на Патрик Фермър през Европа.[12] на Националната Библиотека на Шотландия
- Abducting A General – The Kreipe Operation and SOE in Crete (2014)

### Преводи
- No Innocent Abroad (публикувана в САЩ като Forever Ulysses) C. P. Rodocanachi (1938)
- The Cretan Runner|The Cretan Runner: His Story of the German Occupation George Psychoundakis (1955)
- Julie de Carneilhan and Chance Acquaintances Colette (1952)

### Сценарии
- The Roots of Heaven (1958) приключенски, режисьор Джон Хюстън

### Периодични
- 'From Solesmes Abbey to La Grande Trappe', в The Cornhill Magazine, редактирано от Питър Кенел – Джон Мурай, Лондон, изд. 982, Пролет 1950.
- 'The Rock-Monasteries of Cappadocia', в The Cornhill Magazine, Лондон, изд. 986, Пролет 1951.
- 'The Entrance to Hades', в The Cornhill Magazine, Лондон, изд. 1011, Пролет 1957.